# Малай, Арбен
Арбен Малай (алб. Arben Malaj; род. 19 октября 1961, Влёра) — албанский экономист и политик. Министр финансов и экономики Албании в 1997—2005 годах, член парламента с 1997 года (Социалистическая партия).
Окончил финансовый отдела факультета экономики Тиранского университета и Гарвардский институт государственного управления им. Джона Ф. Кеннеди. Доцент в области экономических наук, доктор экономики.